# 沖倉利津子
沖倉 利津子（おきくら りつこ、1957年5月12日 - ）は、日本の少女漫画家。東京都出身。

## 概略
槇村さとるのアシスタントを務めた後、1976年、集英社のまんがスクールで銀賞となった「ふたりの場合は…」（『別冊マーガレット』3月号）でデビュー。別冊マーガレットを中心に執筆し、男勝りの中学生セッチの青春と成長を描いた「セッチシリーズ」で人気を博す。相模女子大学国文科中退。

## 著書
集英社
- 『日曜日はげんき!!』マーガレットコミックス338（1978年4月20日）ISBN 978-4088503387
  - 『日曜日はげんき!!』(SGコミックス) (1991年11月)ISBN 978-4088550824

デビュー作「ふたりの場合は…」収録、表題作「日曜日はげんき!!」は人気「セッチシリーズ」で4作品を収録。
- 『火曜日の条件』マーガレットコミックス373（1978年11月20日）ISBN 978-4088503738
- 『木曜日はひとり』マーガレットコミックス414（1979年6月30日）ISBN 978-4088504148
- 『7月25日（水曜日）台風上陸!?』マーガレットコミックス497（1980年7月30日）ISBN 978-4088504971
- 『聖子と吉三郎』マーガレットコミックス562（1981年3月30日）ISBN 978-4088505626
- 『ゆけ!柴崎真実!!』マーガレットコミックス645（1982年2月28日）ISBN 978-4088506456
- 『卯子そのぐんじょう色の青春』マーガレットコミックス736（1983年2月28日）ISBN 978-4088507361
- 『アルプスの少女』ファンタジーメルヘン(7)（1983年6月29日）ISBN 978-4083040078
- 『どっち?あっち!こっち!?』マーガレットコミックス800（1983年10月30日）ISBN 978-4088508009
- 『おれのオヤジヘ…』マーガレットコミックス1121（1985年11月30日）ISBN 978-4088491219
- 『今がチャンスよ!』マーガレットコミックス1448（1988年10月30日）ISBN 978-4088494487
- 『ケンカ友だち』マーガレットコミックス1625（1990年2月28日）ISBN 978-4088496252

日本テレビ ドラマのコミカライズ
- 『家なき子― テレビドラマ版コミックス(上)』単行本、日本テレビ放送網、1994年12月、ISBN 978-4820394297
- 『家なき子 ― テレビドラマ版コミックス(下)』単行本、日本テレビ放送網、1995年3月、ISBN 978-4820395041
- 『家なき子〈映画版〉コミックス ― みなし子すずの哀しい旅』単行本、日本テレビ放送網、1995年7月、ISBN 978-4820395218
- 『家なき子2 ― テレビドラマ版コミックス(上)』日本テレビ放送網、1995年12月、ISBN 978-4820395461
- 『家なき子2 ― テレビドラマ版コミックス(中)』日本テレビ放送網、1996年2月、ISBN 978-4820395478
- 『家なき子2 ― テレビドラマ版コミックス(下)』日本テレビ放送網、1996年4月、ISBN 978-4820395485